# Andy Ristaino
Andy Ristaino es un artista estadounidense, conocido por ser un antiguo diseñador de personajes, guionista, artista de storyboard, y por ser el artista de fondo actual en la serie animada de televisión Adventure Time, de Cartoon Network.

## Vida y trabajo
Ristaino creció en Nueva Inglaterra y estudió en la Escuela de Diseño de Rhode Island, donde obtuvo un título en Ilustración y Animación. Ristaino es amigo de Tom Herpich, diseñador de personajes, y artista de storyboard, para Adventure Time; Ristaino le pidió a Herpich que le dijera si había alguna vacante en el programa. Inicialmente, Ristaino solicitó el puesto de artista de storyboard, desafortunadamente para él, no logró los requisitos. Eventualmente, fue contratado como diseñador de personajes, antes de ser promovido a diseñador principal. Durante la quinta temporada, fue ascendido a artista de storyboard, pero luego volvió a trabajar en fondos después de la sexta temporada.

## Reconocimientos
El trabajo de Ristaino en Adventure Time le valió un Premio Emmy por sus diseños de personajes para el episodio de la quinta temporada "Puhoy". Esta vez fue la primera vez que la serie ganó un Premio Emmy, en el año 2013. En el mismo año, Ristaino recaudó más de 20,000 dólares en Kickstarter para financiar su novela gráfica Night of the Living Vidiots.

## Filmografía

### Televisión
| Año     | Programa         | Papel                                                                                      |
| ------- | ---------------- | ------------------------------------------------------------------------------------------ |
| 2010–18 | Adventure Time   | Diseñador de personajes, guionista, artista y revisionista de storyboard, artista de fondo |
| 2012    | Bravest Warriors | Diseñador de personajes (un episodio)                                                      |